# اسکو (مینه‌سوتا)
اسکو، مینه‌سوتا (به انگلیسی: Askov, Minnesota) یک شهر در ایالات متحده آمریکا است که در مینه‌سوتا واقع شده‌است.

## خصوصیات
اسکو ۳٫۲۶ کیلومترمربع مساحت و ۳۶۴ نفر جمعیت دارد و ۳۵۶ متر بالاتر از سطح دریا واقع شده‌است.